# Île-d'Aix
Île-d'Aix (català: Illa d'Aix) és una comuna francesa situada al departament de la Charanta Marítima i a la regió de la Nova Aquitània.
L'any 2020 tenia 209 habitants.

## Demografia

### Població
El 2007 la població de fet de Île-d'Aix era de 219 persones. Hi havia 118 famílies de les quals 51 eren unipersonals (24 homes vivint sols i 27 dones vivint soles), 47 parelles sense fills i 20 parelles amb fills.
La població ha evolucionat segons el següent gràfic:
Habitants censats

### Habitatges
El 2007 hi havia 452 habitatges, 119 eren l'habitatge principal de la família, 320 eren segones residències i 13 estaven desocupats. 302 eren cases i 142 eren apartaments. Dels 119 habitatges principals, 60 estaven ocupats pels seus propietaris, 46 estaven llogats i ocupats pels llogaters i 13 estaven cedits a títol gratuït; 3 tenien una cambra, 20 en tenien dues, 39 en tenien tres, 33 en tenien quatre i 24 en tenien cinc o més. 25 habitatges disposaven pel capbaix d'una plaça de pàrquing. A 59 habitatges hi havia un automòbil i a 22 n'hi havia dos o més.

### Piràmide de població
La piràmide de població per edats i sexe el 2009 era:
| Homes | Edats   | Dones |
| ----- | ------- | ----- |
| 0     | 95 o +  | 0     |
| 0     | 90 a 94 | 0     |
| 0     | 85 a 89 | 0     |
| 0     | 80 a 84 | 0     |
| 16    | 75 a 79 | 4     |
| 8     | 70 a 74 | 20    |
| 4     | 65 a 69 | 12    |
| 8     | 60 a 64 | 4     |
| 0     | 55 a 59 | 4     |
| 0     | 50 a 54 | 4     |
| 8     | 45 a 49 | 12    |
| 20    | 40 a 44 | 12    |
| 4     | 35 a 39 | 8     |
| 0     | 30 a 34 | 4     |
| 4     | 25 a 29 | 0     |
| 4     | 20 a 24 | 0     |
| 12    | 15 a 19 | 4     |
| 4     | 10 a 14 | 4     |
| 4     | 5 a 9   | 0     |
| 0     | 0 a 4   | 0     |

## Economia
El 2007 la població en edat de treballar era de 128 persones, 85 eren actives i 43 eren inactives. De les 85 persones actives 69 estaven ocupades (42 homes i 27 dones) i 16 estaven aturades (8 homes i 8 dones). De les 43 persones inactives 26 estaven jubilades, 2 estaven estudiant i 15 estaven classificades com a «altres inactius».

### Ingressos
El 2009 a Île-d'Aix hi havia 112 unitats fiscals que integraven 221 persones, la mediana anual d'ingressos fiscals per persona era de 16.452 €.

### Activitats econòmiques
Dels 32 establiments que hi havia el 2007, 1 era d'una empresa alimentària, 1 d'una empresa de fabricació d'altres productes industrials, 3 d'empreses de construcció, 6 d'empreses de comerç i reparació d'automòbils, 3 d'empreses de transport, 8 d'empreses d'hostatgeria i restauració, 1 d'una empresa d'informació i comunicació, 2 d'empreses immobiliàries, 4 d'empreses de serveis, 1 d'una entitat de l'administració pública i 2 d'empreses classificades com a «altres activitats de serveis».
Dels 11 establiments de servei als particulars que hi havia el 2009, 1 era una oficina de correu, 1 paleta, 1 fusteria, 1 lampisteria, 1 perruqueria i 6 restaurants.
Dels 4 establiments comercials que hi havia el 2009, 2 eren botiges de menys de 120 m², 1 una fleca i 1 una llibreria.

## Equipaments sanitaris i escolars
El 2009 hi havia una escola elemental.

## Poblacions properes
El següent diagrama mostra les poblacions més properes.